# Daniel McKee
Daniel McKee (hay Daniel J. McKee, sinh ngày 16 tháng 6 năm 1951) là một doanh nhân, chính trị gia người Mỹ. Ông hiện là Thống đốc thứ 76 của tiểu bang Rhode Island kể từ năm 2021. Ông nguyên là Ủy viên Hội đồng Thị trấn Cumberland từ năm 1992 đến 1998 và Thị trưởng của Cumberland từ 2000 đến 2004, 2006 đến 2014. Ông được bầu làm Phó Thống đốc Rhode Island vào năm 2014. Khi Thống đốc Gina Raimondo từ chức để trở thành Bộ trưởng Thương mại trong nội các Tổng thống Joe Biden vào năm 2021, Daniel McKee trở thành Thống đốc Rhode Island kế nhiệm.
Daniel McKee là Đảng viên Đảng Dân chủ, học vị Thạc sĩ Quản lý hành chính công, chính trị gia tự do.

## Xuất thân, giáo dục và kinh doanh
Daniel McKee sinh ngày 16 tháng 6 năm 1951 tại thị trấn Cumberland, quận Providence, Rhode Island, Hoa Kỳ. Gia đình ông sở hữu và điều hành các doanh nghiệp nhỏ ở phía Bắc Rhode Island trong hơn một trăm năm. Ông lớn lên và theo học phổ thông tại quê nhà. Sau khi tốt nghiệp Trường Trung học Cumberland, Daniel McKee nhận bằng Cử nhân Nghệ thuật tại Trường Cao đẳng Assumption ở Worcester, Massachusetts và bằng Thạc sĩ Quản lý hành chính công ở Trường Harvard Kennedy, Đại học Harvard, Cambridge, Massachusetts.
Sau khi hoàn thành giáo dục, Daniel McKee bắt đầu làm việc tại doanh nghiệp của gia tộc. Ông bắt đầu là nhân viên của McKee Brothers, một công ty kinh doanh hệ thống sưởi, điều hòa không khí và cung cấp dầu sưởi tại nhà do ông của Daniel McKee sáng lập. Ngoài ra, ông còn điều hành một công ty kinh doanh về sức khỏe và thể hình trong hơn 30 năm. Trong thời gian làm việc tại Hội đồng Thị trấn Cumberland, Rhode Island (1992–1998), Daniel McKee cũng là một huấn luyện viên bóng rổ, huấn luyện các nhóm nam và nữ ở mọi cấp độ, với đỉnh cao là hai Nhà vô địch Bóng rổ AAU cấp bang vào năm 1998 và 2000.

## Sự nghiệp chính trị

### Cumberland
Tại quê nhà Cumberland, Daniel McKee hoạt động chính trị bên cạnh lĩnh vực kinh doanh. Ông là Ủy viên Hội đồng Thị trấn Cumberland từ năm 1992 đến 1998, đã phục vụ sáu nhiệm kỳ với tư cách là Thị trưởng Cumberland. Trong những nhiệm kỳ của mình, ông đã làm việc với các quan chức tiểu bang và liên bang để ứng phó với hậu quả thiên tai của trận lũ lụt lịch sử mùa xuân ở Cumberland năm 2010, góp phần giảm thiểu thiệt hại, lãnh đạo Cumberland vượt qua thời kỳ suy thoái kinh tế của Rhode Island.
Năm 2008, Daniel McKee đã làm việc với các thị trưởng trên toàn tiểu bang để thông qua luật cho phép thành lập các trường công lập mới do thị trưởng quản lý và có tính tự trị cao được gọi là Học viện Mayoral. Trong năm 2009 và 2010, ông một lần nữa giúp tổ chức các hội nghị các thị trưởng và những người ủng hộ giáo dục ban hành chính sách tài trợ giáo dục mới. Bên cạnh đó, trong hơn 25 năm, ông là thành viên ban giám đốc của Câu lạc bộ nam và nữ Cumberland-Lincoln, từng là Chủ tịch Ban điều hành và Chủ tịch Ủy ban tài trợ trước đây.

### Phó Thống đốc

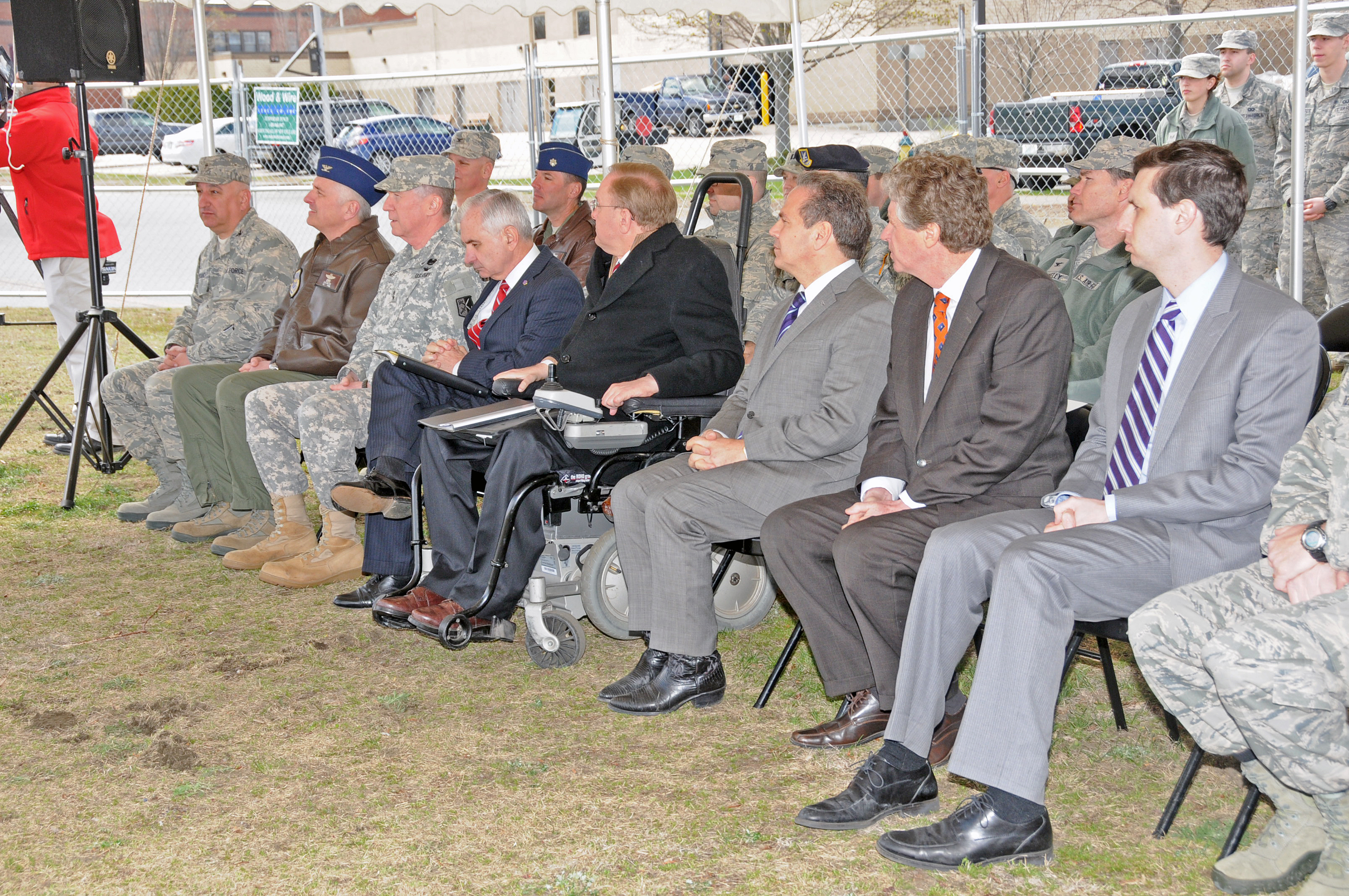
Daniel McKee (thứ ba từ phải sang) năm 2015.

Năm 2013, Daniel McKee tuyên bố ứng cử vào chức vụ Phó Thống đốc Rhode Island, đánh bại Ngoại trưởng Rhode Island Ralph Mollis và Dân biểu Tiểu bang Frank Ferri trong cuộc bầu cử sơ bộ nội bộ của Đảng Dân chủ tiểu bang. Ông đối mặt với ứng viên Cộng hòa Catherine Terry Taylor, một phụ tá lập pháp và là người viết diễn văn cho Thượng nghị sĩ John Chafee và Lincoln Chafee. Daniel McKee đã giành chiến thắng với 54,3% phiếu bầu, đã tái đắc cử vào năm 2018 cùng người đồng hành, Thống đốc Gina Raimondo. Vào ngày 7 tháng 1 năm 2021, Tổng thống đắc cử Joe Biden đã chọn Thống đốc Rhode Island Gina Raimondo làm Bộ trưởng Thương mại. Thượng viện Hoa Kỳ sau đó, vào ngày 2 tháng 3 năm 2021 đã xác nhận vị trí Bộ trưởng Thương mại của Gina Raimondo, bà nộp đơn từ chức Thống đốc Rhode Island ngay sau đó.
Vào tháng 2 năm 2021, Daniel McKee bắt đầu thành lập ban cố vấn COVID-19 Rhode Island với dự đoán bệnh dịch để đối phó bất cứ khi nào ông trở thành Thống đốc của Rhode Island. Ông đã chỉ trích Chính quyền Raimondo về việc triển khai vắc xin COVID-19 chậm chạp.

### Thống đốc Rhode Island
Daniel McKee trở thành Thống đốc thứ 76 của Rhode Island vào ngày 2 tháng 3 năm 2021 sau khi Gina Raimondo từ chức. Khi nhậm chức, ông cho biết ưu tiên chính của ông là thúc đẩy triển khai vắc xin COVID-19 và ngăn chặn đại dịch COVID-19 ở Rhode Island.

## Lịch sử tranh cử
| Tổng tuyển cử Phó Thống đốc Rhode Island 2018 | Tổng tuyển cử Phó Thống đốc Rhode Island 2018 | Tổng tuyển cử Phó Thống đốc Rhode Island 2018 | Tổng tuyển cử Phó Thống đốc Rhode Island 2018 | Tổng tuyển cử Phó Thống đốc Rhode Island 2018 | Tổng tuyển cử Phó Thống đốc Rhode Island 2018 |
| Đảng                                          | Đảng                                          | Ứng cử viên                                   | Số phiếu                                      | %                                             | ±                                             |
| --------------------------------------------- | --------------------------------------------- | --------------------------------------------- | --------------------------------------------- | --------------------------------------------- | --------------------------------------------- |
|                                               | Dân chủ                                       | Daniel McKee (đương nhiệm)                    | 226.528                                       | 61,9%                                         |                                               |
|                                               | Cộng hòa                                      | Paul Pence                                    | 106.505                                       | 29,1%                                         |                                               |
|                                               | Độc lập                                       | Joel Hellmann                                 | 11.332                                        | 3,1%                                          |                                               |
|                                               | Dân chủ Giữ ghế                               |                                               |                                               |                                               |                                               |